# Fundulus waccamensis
Fundulus waccamensis är en fiskart som beskrevs av Hubbs och Raney, 1946. Fundulus waccamensis ingår i släktet Fundulus och familjen Fundulidae. IUCN kategoriserar arten globalt som starkt hotad. Inga underarter finns listade i Catalogue of Life.